# Terminologia del wushu

## 武术术语 wǔshù shùyǔ, la terminologia del Wushu
I movimenti del Wushu sono numerosi, e malgrado il Wushu moderno in Cina sia stato sottoposto a processi di semplificazione e standardizzazione per la massificazione, cioè per la diffusione verso un vasto pubblico, la terminologia rimane un linguaggio abbastanza settoriale, che non è comune incontrare nella lingua parlata di tutti i giorni.
Nel corso della storia millenaria è stato quindi sviluppato un linguaggio specifico al Wushu, settoriale, dedicato all'indicazione puntuale dei movimenti, all'espressione delle forze, alla descrizione dei metodi e delle tecniche. Il linguaggio costituitosi nell'ambito del Wushu presenta la particolare caratteristica e capacità di riassumere in modo succinto con termini appropriati una serie di movimenti, di metodi e di forme complesse ed articolate, oltre ad una certa tendenza alla descrizione simbolico/iconografica e poetica che colma di richiami e rimandi immaginari, visivi e culturali.
I movimenti del Wushu, essendo nella maggioranza dei casi molto difficili, richiedono dunque una precisa nomenclatura ed una altrettanto precisa struttura della nomenclatura stessa, per così illustrare e spiegare adeguatamente i metodi nominati. Ad esempio, con il nome Xie Bu – passo di riposo, si intende un metodo del passo fondamentale che se dovesse essere spiegato per esteso richiederebbe molte parole, tipo “forma del passo accavallata, ginocchia piegate, gamba sottoposta con il tallone alzato, gamba sovrapposta con il tallone a terra, busto in avanti spinge in direzione dei ginocchio sovrapposto”.
Per la spiegazione precisa dei movimenti del Wushu, per il dialogo tra studenti ed insegnanti, così come nel dialogo e nelle discussioni tra praticanti l'uso e la conoscenza della corretta terminologia del Wushu abilita, facilita, concretizza lo scambio e l'espressione orale e scritta del patrimonio del Wushu stesso.
La terminologia del Wushu, laddove conosciuta ed usata correttamente, costituisce una sorta d'interlingua attraverso la quale è possibile la precisa e disambiguata comunicazione fra tutti i praticanti e gli studiosi delle arti marziali cinesi.
Le sempre più numerose occasioni di allenamento, di pratica, di competizioni internazionali (culminate nelle Olimpiadi di Bejing 2008) ha reso sempre più evidente la necessità di utilizzo della terminologia ufficiale internazionale, uno standard il cui utilizzo corretto nell'insegnamento e nell'allenamento, non solo contribuisce ad un apprendimento più rapido dei movimenti e delle sequenze dei movimenti, ma contiene e performa una grande significazione per lo sviluppo della teoria e dell'esperienza stessa, nello studio del patrimonio marziale, artistico e culturale del Wushu.
La terminologia del Wushu è da considerarsi dunque uno strumento.
Esso è atto allo scambio dell'esperienza e della ricerca scientifica nel campo dell'educazione fisica e della pratica delle arti marziali cinesi, è un vero e proprio metodo fondamentale, il cui utilizzo permette di innalzare la qualità dell'insegnamento e dell'allenamento, così come la qualità dell'insegnante e la qualità dell'allievo.
La terminologia del Wushu, grazie ai continui riferimenti culturali, iconici ed artistici non è solamente per una oggettiva descrizione del movimento e delle tecniche, cioè non è una sorta di “formula chimica” che esprime le parti di una reazione, ma sviluppa e descrive alcune precise caratteristiche performative ed espressive che sussumono ogni movimento, ogni tecnica, ogni metodo.
Dall'analisi della terminologia del Wushu si possono identificare tre caratteristiche principali:
- precisione o puntualità: descrizione precisa della struttura del movimento, per il quale solitamente non vi è nomenclatura alternativa, se non in un contesto di terminologia locale, regionale o specifica dei singoli centri di pratica

- essenzialità o riassuntività: si usano parole e termini essenziali per spiegare bene e con precisione ogni caratteristica principale del movimento. Questo aspetto deriva dalle caratteristiche della lingua cinese, di cui la terminologia del Wushu è ovviamente sottoinsieme, un linguaggio settoriale, così come il Wushu stesso è parte del patrimonio del popolo e della cultura cinese

- facilità o semplicità: la terminologia del Wushu moderno sportivo si è formata ed è stata scelta in modo efficiente, per risultare facilmente comprensibile e ricordabile, così da aiutare il processo di assimilazione delle forme e delle sequenze di movimenti dei vari e numerosissimi metodi delle arti marziali cinesi

## Alcuni termini delle arti marziali Cinesi
- Jibengong, il lavoro fondamentale;
- le Posizioni (wushu);
- Shouxing, la forma delle mani;
- Jiben quanfa, i fondamentali del metodo dei pugni;
- Pingheng, gli equilibri;
- Tuifa, il metodo delle gambe;
- Tiaoyue, le tecniche in salto;
- Yangsheng, il nutrimento della vita;
- Jiji, la maestria nel combattimento;
- Qigong, il lavoro sull'energia interna;
- Qinna, le leve;
- Dianxue, i punti di pressione;
- Taolu, le forme;
- Duilian, l'allenamento in coppia.